# Мартинес, Майкл Кристиан
Майкл Кристиан Мартинес (род. 4 ноября 1996 года, Паранак, Филиппины) — филиппинский фигурист, выступающий в мужском одиночном катании. Участник Зимних Олимпийских игр 2014 года в Сочи и Зимних Олимпийских игр 2018 года в Пхёнчхане, первый филиппинский фигурист завоевавший золотую и серебряную медали на международных соревнованиях (Хрустальный конёк Брашова и Кубок Варшавы). Обладатель Трофея Азии 2015 года, чемпион Филиппин 2017 года.
По состоянию на январь 2017 года занимает 35-е место в рейтинге Международного союза конькобежцев (ИСУ).

## Карьера
Майкл Мартинес начал кататься на коньках в возрасте 8 лет на катке SM Southmall (большой торгово-развлекательный центр в Лас-Пиньяс). В 2010 году несколько месяцев стажировался в Калифорнии у Ильи Кулика и Джона Никса.
На международных соревнованиях на этапе юниорского Гран-При в сезоне 2010/2011 года в Японии занял 17 место.
На Чемпионате Мира среди юниоров 2012 года в Минске занял 15 место, а на Юношеских олимпийских играх в том же году показал 7 результат.
В конце 2012 года выиграл международный турнир Хрустальный конёк, проходящий в Румынии. Это первый международный титул во взрослых соревнованиях по фигурному катанию в истории Филиппин. На Чемпионате Мира среди юниоров в 2013 году занял 5 место и параллельно установил новый личный рекорд — общий балл за две программы составил 191,64 пункта.
В 2014 году прошёл жёсткий квалификационный отбор на Зимние Олимпийские игры в Сочи и стал первым представителем Филиппин, участвующим в мужском одиночном катании на Олимпиаде за всю историю своей страны. Также Мартинес был единственным спортсменом из Филиппин в составе всех участников Игр в Сочи. Поэтому на церемонии открытия Олимпиады ему доверили честь нести флаг родной страны.
В короткой программе на Зимних Олимпийских играх-2014 фигурист показал результат 64,81 балла, занял 19 место, и получил право на участие в произвольной программе. В произвольной программе он набрал 119,44 балла и в итоге закончил соревнования мужчин одиночников на 19-м месте в общем зачёте с суммой 184,25 балла.
Чемпионат мира-2014 в Японии Мартинес был вынужден пропустить из-за травмы колена, где его заменил другой представитель Филиппин Кристофер Калуза.
После олимпийский сезон он начал на турнире в Италии Кубок Ломбардии, где финишировал в середине турнирной таблицы. Затем был дебют на этапе Гран-при в США, но выступил не совсем удачно. Однако через месяц он показал совсем другое катание и стал вторым на Кубке Варшавы. Этот успех он подтвердил улучшением всех своих спортивных достижений во всех видах программы. Выступая через полмесяца на хорватском турнире Золотой конёк Загреба 2014 он занял 6-е место и вновь улучшил свои спортивные достижения в короткой программе. Незадолго до старта континентального чемпионата в Сеуле он был вынужден по состоянию здоровья сняться с соревнований. В Шанхай он уже приехал и дебютировал там. Выступление (после болезни) прошло неплохо, фигурист вышел в произвольную программу. В завершение сезона он во второй раз подряд выиграл турнир словенском городе Есенице.
Сезон 2015/2016 года Майкл начал рано, он в начале августа в столице Таиланда Бангкоке сумел в борьбе с японскими фигуристами выиграть Трофей Азии. Затем последовало выступление на Кубке Китая в серии Гран-при, он там оказался на шестом месте; при этом были улучшены спортивные достижения в произвольной программе и сумме. В конце ноября удачно выступил на Кубке Варшавы, где занял четвёртое место. В конце февраля 2016 года он выступил на континентальном чемпионате, где оказался впервые в своей карьере в десятке. В начале апреля на мировом чемпионате в Бостоне филиппинский фигурист выступил относительно удачно и смог войти в двадцатку лучших одиночников, что стало его лучшим достижением.
Новый предолимпийский сезон филиппинский фигурист начал в Ницце на Кубке города в октябре 2016 года, на котором он финишировал на шестом месте. Через месяц в Риге на Кубке Volvo он выступил также не удачно и занял пятое место. В начале декабря филиппинец выступил в Хорватии на турнире Золотой конёк Загреба, где он после короткой программы снялся с турнира. В феврале фигурист выступал в Канныне на континентальном чемпионате, который он завершил в середине турнирной таблице. Через неделю филиппинский спортсмен принял участие в Саппоро в VIII зимних Азиатских играх, где он занял место в десятке. В конце марта он выступил на мировом чемпионате в Хельсинки. При не самом удачном выступление, фигуристу удалось выйти в финальную часть и занять место в третьей десятке. При этом он не сумел пройти квалификацию на предстоящую Олимпиаду в Южной Корее. Однако в этот сезон он впервые стал национальном чемпионом (национальные чемпионаты проводятся не регулярно).
В конце сентября филиппинский фигурист начал новый олимпийский сезон. Он со своим новым тренером Вячеславом Загороднюком принял участие в Оберсдорфе, где на квалификационном турнире Небельхорн, он финишировал в конце десятке и не сумел попасть на зимние Олимпийские игры. Далее он снялся со всех турниров, и вдруг в конце года представители Швеции заявили, что они не будут посылать на Олимпийские игры своего представителя. Первым запасным был представитель Филиппин. Майкл начал усиленно готовиться к стартам в Южной Корее. В середине февраля в Канныне на личном турнире Олимпийских игр филиппинец выступил неудачно: занял 28 место в короткой программе и не сумел пройти в финальную часть соревнований.

## Спортивные достижения
| Соревнования/Сезон                   | 2010—2011 | 2011—2012 | 2012—2013 | 2013—2014 | 2014—2015 | 2015—2016 | 2016—2017 | 2017—2018 | 2021—2022 |
| ------------------------------------ | --------- | --------- | --------- | --------- | --------- | --------- | --------- | --------- | --------- |
| Зимние Олимпийские игры              |           |           |           | 19        |           |           |           | 28        |           |
| Чемпионаты мира                      |           |           |           |           | 21        | 20        | 24        |           |           |
| Чемпионат четырёх континентов        |           |           | 16        | WD        | WD        | 9         | 14        |           |           |
| Этапы Гран-при: Skate America        |           |           |           |           | 10        |           |           |           |           |
| Этапы Гран-при: Кубок Китая          |           |           |           |           |           | 6         |           |           |           |
| Золотой конёк Загреба                |           |           |           |           | 6         | 7         | WD        |           |           |
| Кубок Варшавы                        |           |           |           |           | 2         | 4         |           |           |           |
| Finlandia Trophy                     |           |           |           |           |           | 9         |           |           | 24        |
| Небельхорн                           |           |           |           |           |           |           |           | 8         |           |
| Cup of Austria                       |           |           |           |           |           |           |           |           | 23        |
| Кубок Вольво                         |           |           |           | 4         |           |           | 5         |           |           |
| Зимние Азиатские игры                |           |           |           |           |           |           | 9         |           |           |
| Хрустальный конёк Брашова            |           |           | 1         |           |           |           |           |           |           |
| Турнир в Словении                    |           |           |           | 1         | 1         |           |           |           |           |
| Кубок Ниццы                          |           |           |           |           |           |           | 6         |           |           |
| Трофей СР-В                          |           |           | 13        |           |           |           |           |           |           |
| Кубок Нью-Йорка                      |           |           |           | 3         |           |           |           |           |           |
| Трофей Азии                          |           |           |           |           |           | 1         |           |           |           |
| Чемпионаты мира среди юниоров        |           | 15        | 5         |           |           |           |           |           |           |
| Юношеские Олимпийские игры           |           | 7         |           |           |           |           |           |           |           |
| Чемпионат Филиппин                   |           |           | 3         | 2         |           |           | 1         |           |           |
| Этапы юниорского Гран-при: Австралия |           | 8         |           |           |           |           |           |           |           |
| Этапы юниорского Гран-при: Хорватия  |           |           | 6         |           |           |           |           |           |           |
| Этапы юниорского Гран-при: Эстония   |           |           |           | 3         |           |           |           |           |           |
| Этапы юниорского Гран-при: Япония    | 17        |           |           |           |           |           |           |           |           |
| Этапы юниорского Гран-при: Латвия    |           |           |           | 4         |           |           |           |           |           |
| Этапы юниорского Гран-при: США       |           |           | 4         |           |           |           |           |           |           |

## Личная жизнь
Майкл Мартинес младший из трёх детей в семье. В детстве он часто болел и лежал в больнице, поэтому его матери посоветовали привести сына на ледовый каток. Филиппинец увлекается танцами, компьютерными играми и оригами.